# Верхняя Плеханова
Верхняя Плеханова — деревня в Талицком городском округе Свердловской области России.

## Географическое положение
Деревня Верхняя Плеханова находится на расстоянии 25 километров (по дорогам в 36 километрах) к северо-востоку от города Талицы, на левом берегу реки Балаир (правого притока реки Пышмы), напротив устья реки Осинник.

## Население
| 2002 | 2010 |
| ---- | ---- |
| 0    | →0   |